# Otto Anton Eder
Otto Anton Eder (* 1. Februar 1930 in Klagenfurt; † 25. August 2004) war ein österreichischer Regisseur und Schauspieler.

## Biografie
Eder war ausgebildeter Theaterwissenschaftler und Regisseur. Nach ersten Erfahrungen am Theater an der Wien und den Wiener Kammerspielen arbeitete er vom Beginn an im Jahr 1955 beim Österreichischen Rundfunk. Dort zeichnete er unter anderem für Fernsehklassiker wie Wünsch Dir was, Quiz 21, Club 2, Café Central, Familie Leitner, Der Leihopa und Wer A sagt verantwortlich.
Er führte jedoch auch bei einzelnen Großereignissen wie den Olympischen Spielen 1976 in Innsbruck, dem Gipfeltreffen Kennedys und Chruschtschows in Wien oder dem Papstbesuch 1983 Regie. Daneben entstanden zahlreiche Spielfilme für das Fernsehen (etwa Die Frau Gerti, Heirate nur keine Wienerin, Heiße Tage im Juli, Tod eines Politikers, Leonardo). Zwischendurch fand Eder immer wieder Zeit für Auftritte als Schauspieler in kleineren Filmrollen, zuletzt in den Polt-Verfilmungen von Alfred Komarek.
In erster Ehe war Otto Anton Eder mit der Schauspielerin Bibiana Zeller verheiratet. Aus dieser Ehe stammen die beiden Söhne Jakob und Fabian Eder (Regisseur und Kameramann). In zweiter Ehe war Eder mit der Fernseh-Produktionsleiterin Verena-Maria Leitner verheiratet. Aus dieser kurzen Ehe entsprang ihr gemeinsamer Sohn Sebastian Benjamin Eder. Zuletzt war er mit der ehemaligen Generalintendantin des ORF Monika Lindner verheiratet.
Otto Anton Eder wurde auf dem Friedhof im niederösterreichischen Gutenstein, unweit von Ferdinand Raimund, begraben.